# Магомедалиев, Раймонд Абдурахманович
Раймонд Абдурахманович Магомедалиев (род. 10 июня 1990, Махачкала) — российский самбист, боец смешанных единоборств, чемпион России и мира по боевому самбо, мастер спорта России международного класса, боец смешанных единоборств. По состоянию на сентябрь 2023 года провёл 11 боёв, из которых выиграл 10 (5 нокаутом, 2 — сдачей противника и 3 решением судей) и 1 проиграл решением судей.

## Спортивные результаты
- Чемпионат России по боевому самбо 2016 года — ;
- Чемпионат мира по самбо 2016 года — ;
- Чемпионат России по боевому самбо 2017 года — ;
- Чемпионат России по самбо 2020 года — ;

## Выступления в смешанных единоборствах
| Результат | Дата                  | Состязание                  | Соперник         | Страна | Раунд | Время | Метод                                         |
| --------- | --------------------- | --------------------------- | ---------------- | ------ | ----- | ----- | --------------------------------------------- |
| Победа    | 25 сентября 2016 года | EFN Fight Nights Global 51  | Руслан Жемухов   | Россия | 2     | 2:16  | Техническим нокаутом (удары руками и локтями) |
| Победа    | 2 февраля 2015 года   | Fight Nights - Fight Club 5 | Дмитрий Шестаков | Россия | 2     | 5:00  | Единогласное решение                          |
| Победа    | 5 марта 2015 года     | Fight Nights - Fight Club 1 | Геннадий Симонов | Россия | 1     | 4:17  | Сабмишном (рычаг локтя)                       |